# キャット・ピープル
『キャット・ピープル』（Cat People）は、猫人間を題材にしたアメリカの怪奇映画、および言及される猫人間のことである。1942年に『キャット・ピープル』、1944年に同じ登場人物を配した続編『キャット・ピープルの呪い』が製作され、前者は1981年にリメイクされた。猫人間のプロットにアルジャーノン・ブラックウッドの「太古の魔術」（Ancient Sorceries）の影響がある。

## キャット・ピープル
- 1942年作品
- 監督: ジャック・ターナー
- 製作: RKOラジオ
- 出演:
  - シモーヌ・シモン（ヒロイン）
  - ケント・スミス（夫）
  - ジェーン・ランドルフ（夫の同僚）
  - トム・コンウェイ（医師）

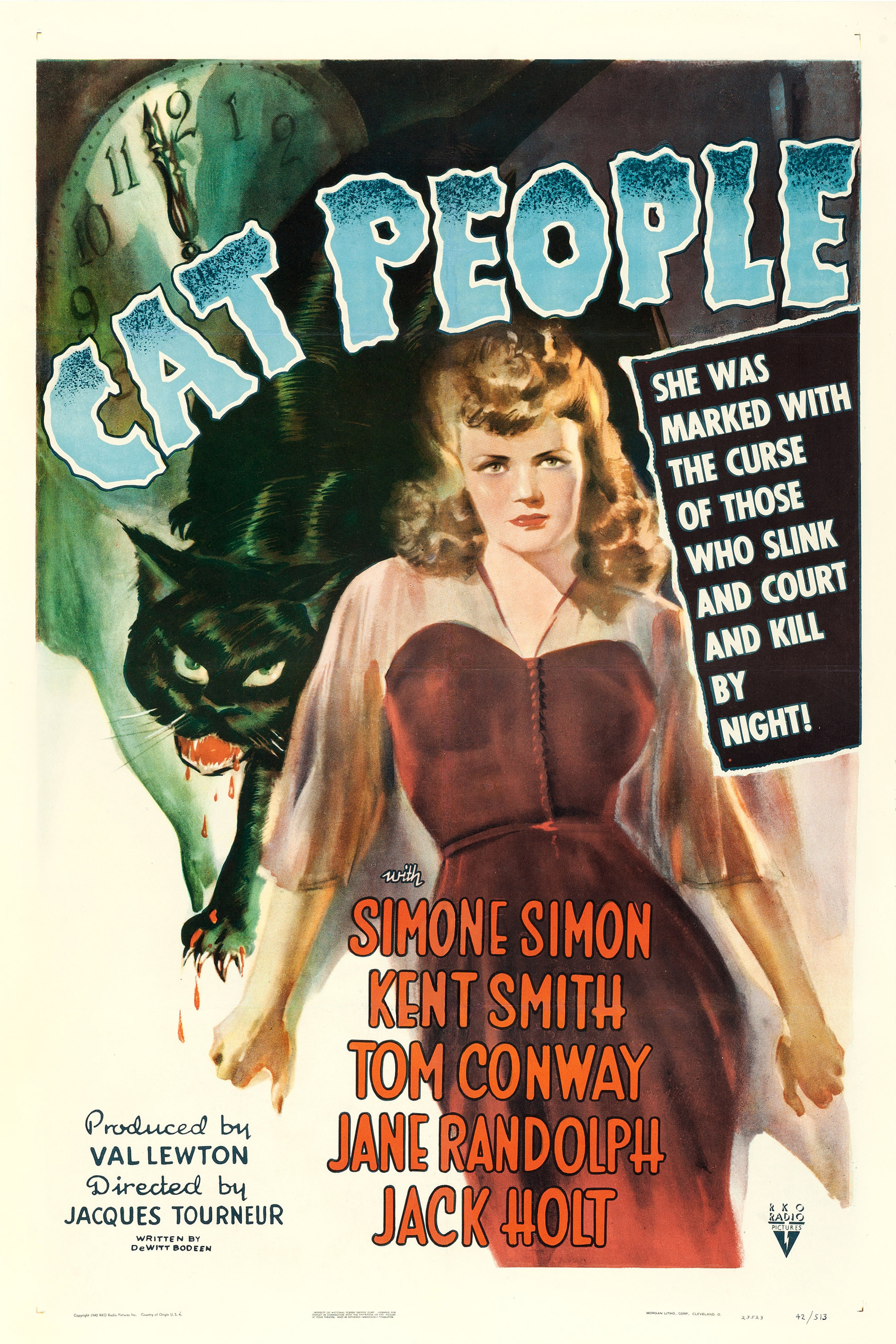
ポスター (1942)

自分が猫人間の末裔であり、キスをするだけで豹に変身し男性を殺すと信じたヒロインは、求婚され結婚しても、夫との関係を深めることができない。夫は職場の女性に相談するが、その内愛人関係になる。一方、夫に勧められて受診した精神科医師はヒロインに言い寄るが、ヒロインの手にかかり死ぬ。絶望したヒロインは動物園の豹に殺されるべく、豹を檻から逃がしてしまう。
繊細な若い女性の嫉妬と男性恐怖を猫顔のシモーヌ・シモンが見事に演じた。具体的な恐怖の描写は注意深く避けられ、猫人間への変身も暗示するに過ぎない。従って猫人間云々はヒロインの妄想に過ぎず、彼女の言動は潔癖性、大人になることからの逃避、男性への恐れ等によるものだとの解釈も成り立つ。70分余りの当時における典型的なB級映画の枠内で、ヒロインの異常心理を介してホラーとメロドラマとしての二面性を両立させた本作は、サイコホラー映画の古典的名作の一つとみなされており、監督ジャック・ターナーの代表作ともなっている。

## キャット・ピープルの呪い

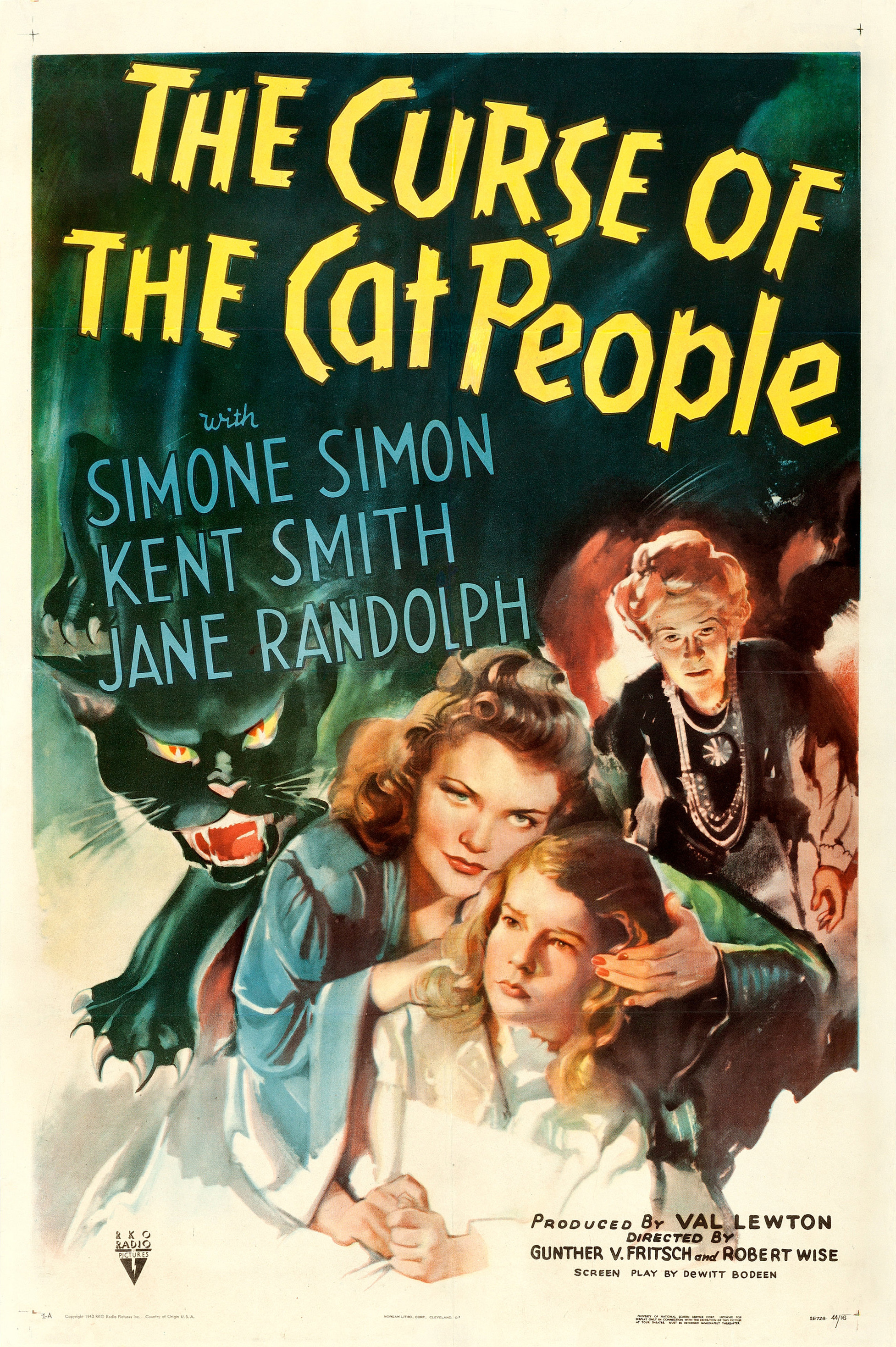
ポスター (1943)

原題: The Curse of the Cat People
- 1944年作品
- 監督: ロバート・ワイズ、ガンザー・V・フリッチ
- 製作: RKOラジオ
- 出演:
  - シモーヌ・シモン（亡霊ないしは幻影）
  - ケント・スミス（元夫）
  - ジェーン・ランドルフ（夫の元同僚、後妻）
  - アン・カーター（夫と後妻との間に生まれた娘）

続編と銘打っており、内容も後日談となっているが、主題は恐怖というよりも少女、後妻、元夫の心の動きを追った作品である。前作のヒロインの夫と元同僚は後日結婚し、一人娘が生まれた。娘は夢見がちな内向的な少女に育ち、周囲の子供達から浮いた存在になった。ある日、夫が捨て切れずに一枚だけ残しておいた前妻の写真を見つけた少女は、彼女を心の中の友人と呼ぶ。クリスマスの前夜も暖かな家庭を離れ「友人」と迎えた少女だが、町外れの老婆の家で危機に晒される。危機が去った時、「友人」の姿は消え、周囲の人々と心を開きあった少女が残る。

## キャット・ピープル (1982)
- 1982年作品
- 監督: ポール・シュレイダー
- 製作総指揮: ジェリー・ブラッカイマー
- 特殊効果：アルバート・ホイットロック
- 脚本：アラン・オームズビー
- 音楽: ジョルジオ・モロダー
- 撮影：ジョン・ベイリー
- 製作: チャールズ・フライズ、ユニヴァーサル、RKO
- 日本語字幕：戸田奈津子[1]

### キャスト
| 役名                   | 俳優                     | 日本語吹替 | 日本語吹替   | 日本語吹替   |
| 役名                   | 俳優                     | ソフト版   | フジテレビ版 | テレビ朝日版 |
| ---------------------- | ------------------------ | ---------- | ------------ | ------------ |
| アリーナ・ガリエ       | ナスターシャ・キンスキー | 三石琴乃   | 戸田恵子     | 岡本麻弥     |
| ポール・ガリエ         | マルコム・マクダウェル   | 小山力也   | 寺田農       | 磯部勉       |
| オリバー               | ジョン・ハード           | 大家仁志   | 富山敬       | 山寺宏一     |
| アリス                 | アネット・オトゥール     | 安藤麻吹   | 高島雅羅     | 勝生真沙子   |
| フィマーリ             | ルビー・ディー           | 小宮和枝   | 此島愛子     | 谷育子       |
| ブラント刑事           | フランキー・フェイソン   | 辻親八     | 内海賢二     | 麦人         |
| ビル                   | スコット・ポーリン       | 柳沢栄治   | 納谷六朗     | 谷口節       |
| ジョー                 | エド・ベグリー・ジュニア | 川本克彦   | 広瀬正志     | 田中亮一     |
| ブロンテ               | ジョン・ラロケット       |            |              | 玄田哲章     |
| ロン・ダイアモンド刑事 | ロン・ダイアモンド       |            |              |              |
| ソープオペラの男性     | レイ・ワイズ             |            |              |              |

- フジテレビ版：初回放送1985年6月15日『ゴールデン洋画劇場』
- テレビ朝日版：初回放送1992年11月22日『日曜洋画劇場』

※ハピネットから発売のBDには、3種類の吹替を全て収録
1942年版のリメイクであるが、獣人（猫人間）の悲恋による破滅が描かれており、ヒロインが黒豹に変身するシーンがある。特殊効果（SFX）を用いた猫人間の変身シーン（ヌード→豹）等、即物的な描写が多い。主題歌をデヴィッド・ボウイが歌い話題になった。
※1983年度サターン賞主演女優部門にナスターシャ・キンスキーが、ゴールデン・グローブ賞ではジョルジオ・モロダーが主題歌と音楽、デヴィッド・ボウイが主題歌部門でノミネートされた（ただし受賞無し）。